# Heather Bansley
Heather Bansley, née le 13 septembre 1987 à London en Ontario, est une joueuse de volleyball de plage canadienne. Avec sa coéquipière Sarah Pavan, elle se qualifie pour les Jeux olympiques d'été de 2016, et avec Brandie Wilkerson, elle atteint le premier rang mondial de la Fédération internationale de volley-ball en novembre 2018